# Jonchères

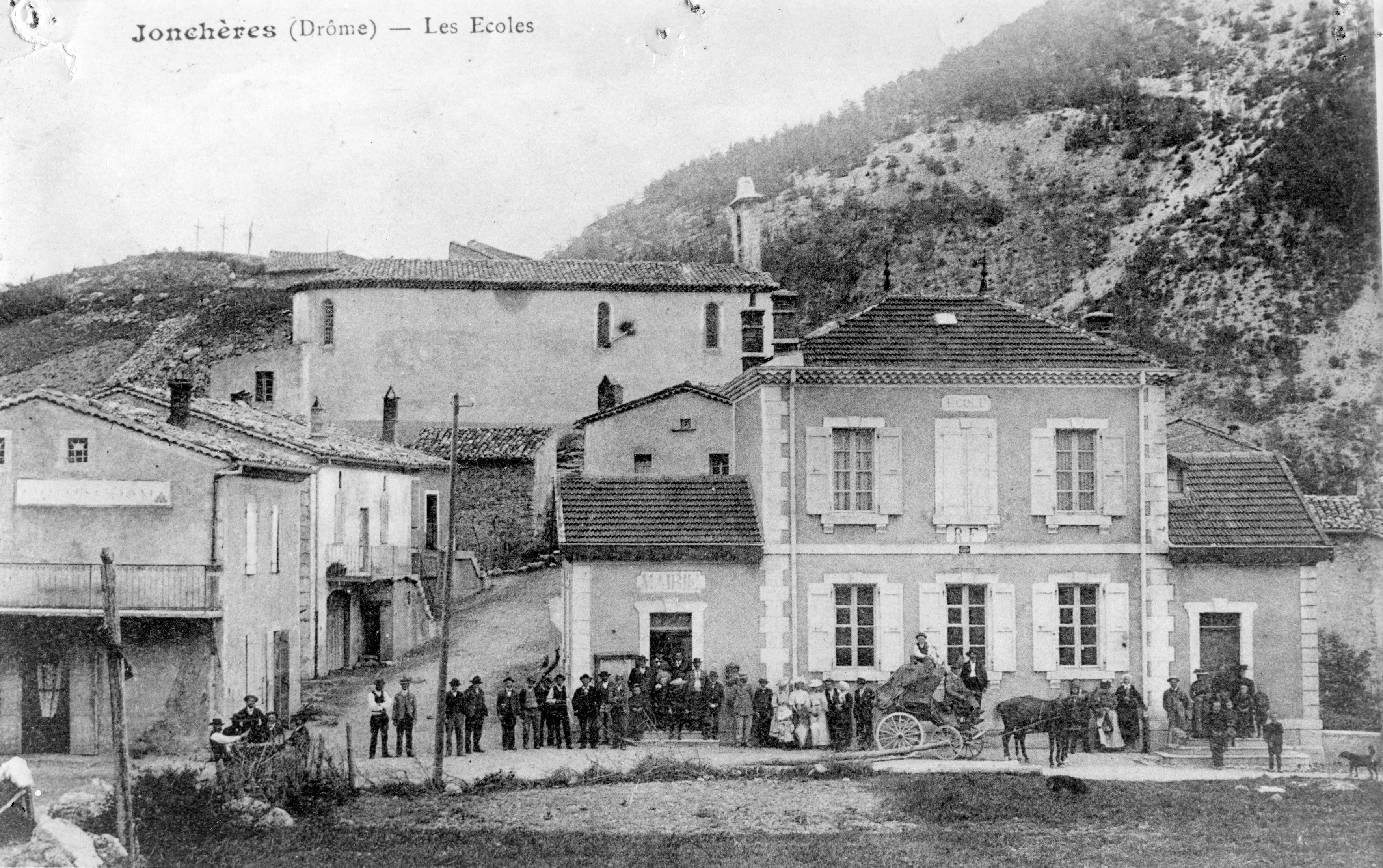
A aldeia de Jonchères (Drôme) em 1900

Jonchères é uma comuna francesa na região administrativa de Auvérnia-Ródano-Alpes, no departamento de Drôme. Estende-se por uma área de 16,68 km². Em 2010 a comuna tinha 28 habitantes (densidade: 1,7 hab./km²).